# Río Pas
Le Rio Pas est un fleuve du nord de l'Espagne qui traverse, du sud au nord, la Cantabrie sur une longueur de 57 km avant de se jeter dans la mer Cantabrique. Le Río Pas forme un bassin versant de 649 km2. Il prend naissance au pied du mont Castro Valnera et son principal affluent est le Pisueña.

## Source
- (en) Cet article est partiellement ou en totalité issu de l’article de Wikipédia en anglais intitulé « Pas (river) » (voir la liste des auteurs).